# 土橋勝征
土橋 勝征（どばし かつゆき、1968年12月5日 - ）は、千葉県船橋市出身の元プロ野球選手、プロ野球コーチ。妻は女優の白島靖代。

## 経歴
中学の時は投手だった。
印旛高校の時代は長打力に長け、高校3年夏の千葉大会は決勝戦で、飯田哲也を擁する拓大紅陵高校に敗れたが、この時に記録した1大会5本塁打は、現在も千葉大会の最多本塁打記録である。1986年のドラフト会議でヤクルトに2位指名され入団。背番号は38。

### ヤクルト時代
入団後は打撃面で伸び悩み、試合終盤の守備固めの控え選手的な存在だった。また、内野守備でもイップスにかかり、監督の野村克也の指示で外野手にコンバートされる。
1992年は58試合に出場。
1993年8月22日の阪神タイガース戦は田村勤からサヨナラ本塁打を打った。
1994年は、前年オフに退団したレックス・ハドラーの後釜として桜井伸一、笘篠賢治、柳田聖人らが二塁手として起用されたが定着できず、6月には土橋が外野手から二塁手として復帰する。バットを短く持ち、右方向に流し打つ打撃に転向、一時3割を越える好打率を記録。イップスも解消され、入団8年目にしてレギュラーの座を勝ち取った。6月10日の広島東洋カープ戦は大野豊からサヨナラ本塁打を放っている。
1995年は、シーズン途中から3番に座り、129試合に出場して日本一に貢献した。この年は打率2割8分ながら、数字以上の貢献が光り、MVP投票でも3位票を多く集めた。その後も、二塁手以外にも内外野のポジションをこなせるユーティリティプレーヤーとして活躍。チーム状況によって様々なポジションに就き、試合途中での守備位置変更も頻繁にされていた。
野村からは非常に重宝され、西武から戦力外通告を受け、同ポジションで、似たようなプレースタイルであった辻発彦をヤクルトに移籍させて土橋に勉強させ、主力打者の欠場時には4番を打たせたこともあった。1995年にリーグ優勝した際には、「土橋は裏MVPだ」と最大級の賛辞を送っている（実際にMVPを受賞したのはトーマス・オマリー）。野村が広沢克己、池山隆寛、飯田哲也といった当時のレギュラークラスの選手を何度となく叱責したのに対し、こと土橋に関してはほとんど叱ったことがないと言われるほど強い信頼をおいており、「ID野球の優等生」とも呼ばれた。
2000年は規定打席に到達。
2001年も規定打席に到達したが、打率は規定打席達成者の中で最下位だった。入団以来、古田敦也と同様に眼鏡がトレードマークだったが、2000年オフにレーシック（視力矯正手術）をし、同僚の稲葉篤紀にも紹介、眼鏡を外した。
2003年は89試合に出場し、打率は3割を超えた。
2004年には規定打席数未満ながら打率3割を記録、健在ぶりを示す。「ハマの大魔神」こと佐々木主浩に引導を渡したことでも印象深い選手である。8月8日の横浜戦で、岩村明憲・古田敦也と共に9回表に三者連続本塁打を放ち、佐々木は翌日登録抹消となった。
2005年も4月21日の横浜戦で、9回裏に佐々木からサヨナラ適時打を放った。救援失敗が続いた佐々木はこの試合を最後に二軍落ちし、8月9日の巨人戦で事実上の引退登板をした後、マウンドから姿を消した。
2006年、チームの選手起用法により序盤で登録抹消されると二軍生活が続き、同年で現役引退。10月15日の対巨人22回戦において、2番・二塁手として先発出場し、現役最終打席となった第3打席で中前安打を放ち、同じく現役引退を表明した山部太と共に、ヤクルト一筋20年の現役生活に幕を下ろした。

### 引退後
2007年は、ヤクルト二軍打撃コーチに就任。
2008年は、4月20日より首痛の一軍打撃コーチの大田卓司に代わり期間未定で一軍に合流した。
2009年は一軍内野守備走塁コーチを務めた。
2010年からは二軍内野守備走塁コーチを務めた。
2014年からは二軍外野守備走塁コーチを務めた。
因みに、高校野球千葉県予選決勝を戦い、ヤクルトに同期入団した飯田哲也（当時楽天）とは同じ年に引退し、共にヤクルト二軍コーチへ就くこととなった。2009年は飯田と共に一軍守備走塁コーチを務め、共にコーチスボックスに入った（土橋が三塁、飯田が一塁）。
2015年限りでコーチを退任。
2016年はフロント入りした。
2017年10月6日、2018年シーズンから一軍内野守備走塁コーチとして現場に復帰することが発表された。その後、2020年は二軍内野守備走塁コーチを、2021年からは新設された育成チーフコーチを担当し、2024年からは二軍内野守備走塁兼育成担当コーチを務める。2025年からは育成担当の肩書が外れ、二軍内野守備走塁コーチに専任する。

## 選手としての特徴・人物
打撃面では、追い込まれたカウントでもファウルで懸命に粘ったり、難しいボールを巧みに右打ちするなど、玄人好みの打撃が光り、良い意味でいやらしい選手との評価が高い（野村によると、ボールがバットに当たる寸前でも打球方向を変える事ができたという）。バットを極端に短く持つのが特徴である。手が下がらないように、余った柄の途中にテープをグルグル巻いてストッパーにしている。後年は鍔のようなストッパーをバットに付けていた（現在は禁止行為）。
上原浩治は、「苦手な打者は誰ですか?」と尋ねられて「ヤクルトの土橋さんですよ。土橋さんには何か投げにくいような感じなんだよね」と語り、山本昌からは「顔を見るのも嫌だった時期がある」と絶賛されたように、他球団のエース格の投手達にも一目置かれた存在であった。
職人肌の選手で、練習熱心で休日返上で打ち込みをしていた。その風貌、発言、行動から野村に「哲学者」と命名された。また、非常に照れ屋でヒットを打っても表情を崩さなかった。口下手であり、ヒーローインタビューは拒むことが多く、珍しくお立ち台に立っても、一言二言淡々と受け答えするだけだった。土橋によれば、父親に厳しく育てられて感情を表に出さないようにしていたら、明るくできなくなっていたと語っている。
ヤクルトファンを公言している村上春樹は、なかでも土橋を贔屓にしていた。「どば」で「夢のサーフシティー土橋選手」と変換されるよう単語登録することを（もちろん冗談として）勧めている。村上は自身のホームページのCD-ROM版のタイトルを「夢のサーフシティー」とした（1998年7月発売）。また、生協の白石さんこと白石昌則も土橋のファンであり、東京農工大学生協の店頭にある「プロ野球チップス」見本のカードを土橋のカードとしたり、「ひとことカード」上での「見本カードを変えてほしい」というリクエストに対し、「『土橋から変えて』とありましたが、継続します。理由は、好きだからです。」と公言していた。

## 詳細情報

### 年度別打撃成績
| 年 度      | 球 団      | 試 合 | 打 席 | 打 数 | 得 点 | 安 打 | 二 塁 打 | 三 塁 打 | 本 塁 打 | 塁 打 | 打 点 | 盗 塁 | 盗 塁 死 | 犠 打 | 犠 飛 | 四 球 | 敬 遠 | 死 球 | 三 振 | 併 殺 打 | 打 率 | 出 塁 率 | 長 打 率 | O P S |
| ---------- | ---------- | ----- | ----- | ----- | ----- | ----- | -------- | -------- | -------- | ----- | ----- | ----- | -------- | ----- | ----- | ----- | ----- | ----- | ----- | -------- | ----- | -------- | -------- | ----- |
| 1987       | ヤクルト   | 1     | 1     | 1     | 0     | 0     | 0        | 0        | 0        | 0     | 0     | 0     | 0        | 0     | 0     | 0     | 0     | 0     | 1     | 0        | .000  | .000     | .000     | .000  |
| 1989       | ヤクルト   | 9     | 14    | 12    | 0     | 1     | 0        | 0        | 0        | 1     | 0     | 0     | 0        | 0     | 0     | 2     | 0     | 0     | 5     | 0        | .083  | .214     | .083     | .297  |
| 1990       | ヤクルト   | 13    | 15    | 12    | 1     | 1     | 0        | 0        | 0        | 1     | 1     | 0     | 0        | 0     | 0     | 3     | 0     | 0     | 3     | 0        | .083  | .267     | .083     | .350  |
| 1991       | ヤクルト   | 39    | 77    | 64    | 8     | 15    | 2        | 0        | 3        | 26    | 9     | 0     | 0        | 1     | 0     | 10    | 0     | 2     | 22    | 0        | .234  | .355     | .406     | .761  |
| 1992       | ヤクルト   | 59    | 120   | 108   | 14    | 31    | 10       | 0        | 6        | 59    | 16    | 2     | 0        | 3     | 1     | 8     | 2     | 0     | 25    | 2        | .287  | .333     | .546     | .879  |
| 1993       | ヤクルト   | 98    | 153   | 137   | 17    | 36    | 11       | 0        | 3        | 56    | 16    | 3     | 0        | 1     | 1     | 14    | 2     | 0     | 23    | 4        | .263  | .329     | .409     | .738  |
| 1994       | ヤクルト   | 106   | 354   | 307   | 32    | 78    | 13       | 0        | 12       | 127   | 28    | 4     | 2        | 8     | 2     | 30    | 3     | 7     | 34    | 5        | .254  | .332     | .414     | .746  |
| 1995       | ヤクルト   | 129   | 520   | 459   | 66    | 129   | 32       | 1        | 9        | 190   | 54    | 7     | 6        | 10    | 1     | 44    | 6     | 6     | 51    | 12       | .281  | .351     | .414     | .745  |
| 1996       | ヤクルト   | 109   | 415   | 370   | 47    | 103   | 18       | 3        | 6        | 145   | 35    | 7     | 1        | 7     | 2     | 30    | 1     | 6     | 50    | 7        | .278  | .341     | .392     | .733  |
| 1997       | ヤクルト   | 101   | 405   | 355   | 45    | 107   | 22       | 0        | 8        | 153   | 61    | 4     | 3        | 18    | 5     | 25    | 0     | 2     | 39    | 8        | .301  | .346     | .431     | .777  |
| 1998       | ヤクルト   | 117   | 456   | 397   | 48    | 103   | 14       | 0        | 9        | 144   | 52    | 2     | 0        | 6     | 7     | 41    | 1     | 5     | 42    | 16       | .259  | .331     | .363     | .694  |
| 1999       | ヤクルト   | 39    | 168   | 144   | 20    | 36    | 8        | 0        | 1        | 47    | 9     | 0     | 1        | 12    | 1     | 10    | 0     | 1     | 20    | 5        | .250  | .301     | .326     | .627  |
| 2000       | ヤクルト   | 115   | 421   | 365   | 34    | 82    | 17       | 0        | 1        | 102   | 27    | 2     | 2        | 29    | 0     | 25    | 0     | 2     | 58    | 6        | .225  | .278     | .279     | .558  |
| 2001       | ヤクルト   | 137   | 502   | 442   | 21    | 110   | 16       | 0        | 2        | 132   | 31    | 1     | 1        | 13    | 3     | 39    | 12    | 5     | 35    | 15       | .249  | .315     | .299     | .614  |
| 2002       | ヤクルト   | 62    | 180   | 168   | 7     | 37    | 4        | 0        | 1        | 44    | 10    | 0     | 0        | 6     | 0     | 5     | 2     | 1     | 29    | 5        | .220  | .247     | .262     | .509  |
| 2003       | ヤクルト   | 89    | 299   | 268   | 22    | 81    | 16       | 0        | 6        | 115   | 27    | 0     | 0        | 5     | 2     | 18    | 6     | 6     | 27    | 10       | .302  | .357     | .429     | .786  |
| 2004       | ヤクルト   | 111   | 357   | 327   | 39    | 103   | 10       | 0        | 9        | 140   | 34    | 3     | 0        | 2     | 4     | 20    | 0     | 4     | 37    | 7        | .315  | .358     | .428     | .786  |
| 2005       | ヤクルト   | 101   | 276   | 247   | 19    | 64    | 11       | 0        | 3        | 84    | 14    | 0     | 1        | 5     | 1     | 20    | 2     | 3     | 29    | 9        | .259  | .321     | .340     | .661  |
| 2006       | ヤクルト   | 29    | 31    | 25    | 1     | 4     | 1        | 0        | 0        | 5     | 3     | 0     | 0        | 3     | 0     | 2     | 0     | 1     | 4     | 2        | .160  | .250     | .200     | .450  |
| 通算：19年 | 通算：19年 | 1464  | 4764  | 4208  | 441   | 1121  | 205      | 4        | 79       | 1571  | 427   | 35    | 17       | 129   | 30    | 346   | 37    | 51    | 534   | 113      | .266  | .328     | .373     | .701  |

- 各年度の太字はリーグ最高

### 表彰
- JA全農Go・Go賞：1回（最多二・三塁打賞：2003年8月）

### 記録
初記録
- 初出場：1987年10月21日、対広島東洋カープ26回戦（明治神宮野球場）、8回裏に渋井敬一の代打で出場
- 初打席：同上、8回裏に川口和久から三振
- 初安打：1989年9月11日、対中日ドラゴンズ20回戦（ナゴヤ球場）、5回表に山本昌から右前安打
- 初先発出場：1989年9月14日、対広島東洋カープ25回戦（明治神宮野球場）、8番・三塁手で先発出場
- 初打点：1990年10月10日、対横浜大洋ホエールズ26回戦（横浜スタジアム）、9回表に加茂川重治から
- 初本塁打：1991年4月24日、対横浜大洋ホエールズ5回戦（横浜スタジアム）、7回表に高津臣吾の代打として出場、斉藤明夫からソロ
- 初盗塁：1992年7月30日、対広島東洋カープ16回戦（明治神宮野球場）、3回裏に二盗（投手：川口和久、捕手：達川光男）

節目の記録
- 1000試合出場：2001年6月30日、対阪神タイガース15回戦（阪神甲子園球場）、8番・二塁手で先発出場 ※史上370人目
- 1000安打：2004年8月11日、対広島東洋カープ18回戦（明治神宮野球場）、5回裏に広池浩司から左前安打 ※史上224人目

その他の記録
- オールスターゲーム出場：1回（1995年）

### 背番号
- 38（1987年 - 1994年）
- 5（1995年 - 2006年）
- 75（2007年 - 2015年）
- 95（2018年 - ）